# Yoshi’s New Island
Yoshi's New Island ist ein Jump-’n’-Run-Videospiel für den Nintendo 3DS. Das Spiel ist die Fortsetzung zu Yoshi’s Island DS und damit ein Sequel von Super Mario World 2: Yoshi’s Island. Es wurde am 14. März 2014 in Nordamerika und Europa veröffentlicht. Das Spiel basiert auf dem Design seiner Vorgänger und erscheint somit in einem öl- und wasserfarbenen Erscheinungsbild. Das Spielprinzip fokussiert sich auf Yoshi, der den bekannten Videospiel-Helden Super Mario im Kleinkindalter zu seinen Eltern bringen muss und dafür Gegner frisst, um Eier zu produzieren, die als Geschoss dienen.

## Spielprinzip
Das Spielprinzip gleicht den Vorgängern bis auf einige Änderungen exakt. Eine Neuheit sind die „Mega-Eier“, welche größer als die normalen Eier sind, und größere Hindernisse, wie Röhren oder Blöcke zerstören können. Eine weitere Neuheit sind die „Metall-Eier“. Diese können wie die Mega-Eier den Weg freimachen, können aber nicht geworfen, sondern nur gerollt werden. Außerdem kann Yoshi, wenn er ein Metall-Ei bei sich trägt, auf dem Meeresgrund laufen.

## Entwicklung
Yoshi's New Island wurde von Arzest entwickelt, das von Entwicklern des Vorgängers gegründet wurde. Masahide Kobayashi leitete die Arbeiten am Spiel und Takashi Tezuka von Nintendo fungierte als Produzent.
Das Spiel wurde im April 2013 in einer Nintendo-Direct-Präsentation vorgestellt. Der offizielle Name wurde bei der E3 2013, parallel zur Veröffentlichung eines Trailers, preisgegeben.

## Marketing
Am Tag der Veröffentlichung erschien ein Nintendo 3DS im Yoshi-Stil. Das Spiel ist auf dem System allerdings nicht enthalten.

## Bewertung
Die Bewertungen des Spiels fielen insgesamt mittelmäßig aus. Auf Metacritic wurde eine Durchschnittswertung von 64 ermittelt.
Häufig genannte Kritikpunkte waren der sehr einfache Schwierigkeitsgrad, die repetitive Soundkulisse und der Mangel an neuen Spielmechaniken. Gelobt wurde das allgemeine Leveldesign, der Spielumfang und die hohe Anzahl an Sammelobjekten.